# Rieux (Senna Marittima)
Rieux è un comune francese di 668 abitanti situato nel dipartimento della Senna Marittima nella regione della Normandia.

## Società

### Evoluzione demografica
Abitanti censiti